# Basselinia
Basselinia es un género con once especies de plantas con flores perteneciente a la familia  de las palmeras (Arecaceae).  Es originario de Nueva Caledonia.

## Taxonomía
El género fue descrito por Eugène Vieillard y publicado en Bulletin de la Société Linnéenne de Normandie, sér. 2, 6: 230. 1872[1872].
Etimología
Basselinia: nombre genérico otorgado en honor del poeta francés Olivier Basselin (1400–1450).

## Especies
- Basselinia deplanchei (Brongn. & Gris) (1873).
- Basselinia favieri H.E.Moore (1984).
- Basselinia glabrata Becc. (1921).
- Basselinia gracilis (Brongn. & Gris) Vieill. (1873).
- Basselinia humboldtiana (Brongn.) H.E.Moore (1984).
- Basselinia iterata H.E.Moore (1984).
- Basselinia pancheri (Brongn. & Gris) Vieill. (1873).
- Basselinia porphyrea H.E.Moore (1984).
- Basselinia sordida H.E.Moore (1984).
- Basselinia tomentosa Becc. (1921).
- Basselinia velutina Becc. (1921).
- Basselinia vestita H.E.Moore (1984).